# داف كوبر
ألفريد داف كوبر (بالإنجليزية: Alfred Duff Cooper, 1. Viscount Norwich) ، هو سياسي بريطاني، ودبلوماسي، ومؤرخ عسكري، وسياسي، وعضو في حزب المحافظين البريطاني، وهو أيضًا الفايكاون نورويج الأول (الذي هو لقب أسسه داف كوبر للنبلاء في مقاطعة ساسكس)، والحاصل على وسام الفروسية البريطاني المتميز للقديس ميخائيل والقديس جرجس، ووسام الخدمة المتميز، والصليب الفخري للنقابة (الأسد الأبيض). ولد في الثاني والعشرين من فبراير عام 1890، ومات في الأول من يناير عام 1954.
انتخب أول مرة لمجلس النواب البريطاني عام 1924، ولكنه خسر مقعده عام 1929 قبل أن يستعيده في انتخابات ويستمينستر الفرعية عام 1931، التي كانت استفتاء في قيادة ستانلي بالدوين لحزب المحافظين. خدم لاحقًا في منصب وزير الدفاع الحربي، والأميرال الأول. وضع داف كوبر ثقته في عصبة الأمم، حينما كانت هناك مناقشات حادة حول سياسة المهادنة (تسوية) والمراضاة في أواخر الثلاثينيات من القرن الماضي، ولكنه أدرك أن حربًا مع ألمانيا حتمية. استقال من منصبه بعد أن استنكر معاهدة ميونخ عام 1938، بأنها كانت بلا فائدة، ووضيعة، وغير تطبيقية.
عندما أصبح ونستون تشرشل رئيس الوزراء في مايو عام 1940، عين داف كوبر وزيرًا للمعلومات (منصب يتعلق بالأجندات الخارجية). شارك داف كوبر في الكثير من الأدوار الدبلوماسية ابتداءً من عام 1941، ولعل من أهمها هو دور الممثل عن حركة تحرير فرنسا للضابط الفرنسي شارل ديغول بين عامي 1943 و1944، ومنصب السفير البريطاني في فرنسا من عام 1944 وإلى عام 1948.

## حياته ومسيرته التعليمية
ولد داف كوبر (كان دائمًا ما يدعى بداف كوبر وليس بألفريد) بمنطقة كافنديش في لندن. كان داف كوبر الابن الوحيد للدكتور المرموق سير ألفريد كوبر، وهو جراح وطبيب خاص في المشاكل العاطفية والنفسية للنبلاء، وابن للسيدة أجنس داف بنت الأيل الخامس جيمس داف، كانت السيدة أجنس في علاقة مع زوجين، الأول كانت قد هجرته والثاني مات، قبل أن تتزوج سير ألفريد كوبر. لدى داف كوبر ثلاث أخوات وأخت غير شقيقة له من علاقة والدته الأولى، ولدية أيضًا أقرباء نبلاء، مثل خاله دوق فايف الأول، الذي كان متزوجًا الأميرة لويز بنت الملك أدوارد السابع والملكة ألكساندرا. قضى داف كوبر حياةً ريفية في مجتمع لندن المرموق. التحق بمدرسة وكسانفورد الإعدادية. لم يكن سعيدًا بهذه المدرسة قبل أن يلتحق في كلية إيتون التي كان مبتهجًا بها. كانت لدى داف كوبر جدة من عائلة والدته وهي السيدة أليزابيث فيتزكلارينس، التي هي الابنة غير الشرعية للملك وليام الرابع، الذي أنجب مع والدتها ثمانية أطفال.

## مسيرته المبكرة في أوكسفورد
اكتسب أصدقاء من طبقة النبلاء من طريق صديقه من كلية إيتون جون مانرز، الذي قدمه لزمرة من المفكرين والنبلاء في كلية أوكسفورد الجديدة، معروفين بالكوتِرِي، وهم باتريك ستيوارت ريموند أسكورث وسير دينيس أنسون وإدوارد هورنر والسيدة ديانا مانرز. اكتسب شهرة في العيش وبلاغة اللسان، مع اشتهاره في الشعر قبل أن يُعرف في المقامرة وملاحقة النساء والسكر فوق والشرب في محاكاته المدروسة لحياة رجل الدولة تشارلز جيمس فوكس في القرنين الثامن عشر والتاسع عشر. مكنت موهبة داف كوبر في الكتابة والذاكرة المميزة في الأداء الجيد في الامتحانات، إلّا في امتحانًا قد فاته.
التحق في وحدة العلاقات الخارجية في المحاولة الثالثة بعد تخرجه من أوكسفورد، عملَ في الحرب العالمية الأولى في قسم التجارة ومكافحة التهريب. كان معفى من الخدمة العسكرية لمشاركته المهمة في مكتب التشفير حتى عاد في عام 1917 عندما التحق في فوج جراندير.

## مناصب
- تولى منصب سفير المملكة المتحدة لدى فرنسا  [لغات أخرى]‏ (1944–1948)[6]

- مستشار دوقية لانكستر [الإنجليزية]‏ (20 يوليو 1941–11 نوفمبر 1943)
- وزير الدولة لشؤون الحرب [الإنجليزية]‏ (22 نوفمبر 1935–28 مايو 1937)
- عضو برلمان المملكة المتحدة الـ37 (14 نوفمبر 1935–15 يونيو 1945)[6]
- عضو برلمان المملكة المتحدة الـ36 (27 أكتوبر 1931–25 أكتوبر 1935)[6]
- عضو برلمان المملكة المتحدة الـ35 (19 مارس 1931–7 أكتوبر 1931)[6]
- عضو برلمان المملكة المتحدة الـ34 (29 أكتوبر 1924–10 مايو 1929)[6]
- عضو مجلس اللوردات
- عضو مجلس الشورى البريطاني.

## جوائز
حصل على جوائز منها:
- نيشان الخدمة المتميزة [الإنجليزية]‏
- وسام الصليب الأكبر من رتبة القديسان ميخائيل وجرجس.

## روابط خارجية
- داف كوبر على موقع الموسوعة البريطانية (الإنجليزية)
- داف كوبر على موقع مونزينجر (الألمانية)